# Бобоев, Тошбой Бобоевич
Тошбой Бобоевич Бобоев (20 декабря 1942 — 18 августа 2020) — таджикистанский физик, доктор физико-математических наук (1992), профессор (1993), член-корреспондент АН РТ (14.07.2017).

## Биография
Родился 20 декабря 1942 г. в Пенджикенте в семье учителя семье учителя Бобо Рагимова.
Окончил физико-математический факультет Таджикского государственного университета им. В. И. Ленина (1964) и аспирантуру Физико-технического института им. Иоффе АН СССР (1968). В 1970 г. защитил кандидатскую диссертацию.
Работал в Таджикском государственном (с 1992 национальном) университете: ассистент (1964—1965), младший научный сотрудник (1969—1972), старший научный сотрудник (1972—1975), доцент (с 1975), профессор (с 1990), зав. кафедрой общей физики (1978 и 1991—2010).
В настоящее время (2018) — профессор кафедры общей физики ТНУ.
В 1992 году защитил докторскую диссертацию на тему «Фотомеханическое разрушение полимеров», в следующем году утверждён в звании профессора.
Член-корреспондент АН РТ (14.07.2017).
Автор (соавтор) 1 монографии, более 150 научных статей, 3 учебников, 29 учебных пособий, 10 учебных методик, получил 9 авторских свидетельств на изобретения.
Публикации:
- Механика твердого тела и жидкости : Учеб. пособие / Т. Бобоев, Г. Почочонова. — Душанбе : ТГУ, 1983. — 69 с. : ил.; 20 см.
- Boboev T. Photomechanical destruction of polymers. Dushanbe: Press, 2000. 241 pages.

Заслуженный деятель науки и техники Республики Таджикистан (1998). Награждён орденом «Знак Почёта» (1990).